# Вістівська сільська рада
| Вістівська сільська рада — орган місцевого самоврядування у Калуському районі Івано-Франківської області з адміністративним центром у с. Вістова. Водоймища на території, підпорядкованій даній раді: річка Лімниця. Сільській раді підпорядковані населені пункти: - с. Вістова - с. Бабин-Зарічний |

## Склад ради
Рада складається з 17 депутатів та голови.

### Керівний склад ради
| ПІБ                      | Основні відомості                                                                | Дата обрання | Дата звільнення |
| ------------------------ | -------------------------------------------------------------------------------- | ------------ | --------------- |
| Хомич Василь Миколайович | Сільський голова, 1969 року народження, освіта, член Української Народної Партії | 26.03.2006   | 31.10.2010      |
| Хомич Василь Миколайович | Сільський голова, 1969 року народження, освіта, член Української Народної Партії | 31.10.2010   |                 |

Примітка: таблиця складена за даними джерела